# Ossicombustione

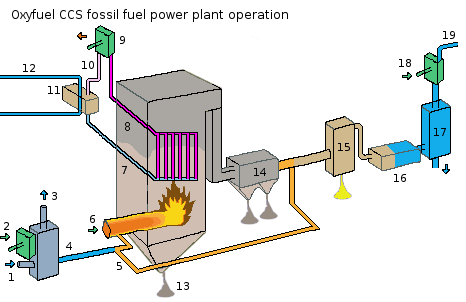
Centrale elettrica a ossicombustione con CCS

L'ossicombustione è una tecnica di combustione di un carburante tramite l'utilizzo di ossigeno puro, questo consente di ottenere temperature maggiori, un minor utilizzo di carburante e una maggior concentrazione di CO2.
Storicamente questo processo è stato utilizzato per la lavorazione di materiali come l'acciaio o il vetro, ma recentemente si è iniziata la ricerca nel suo utilizzo in centrali termoelettriche per favorire la cattura ed il sequestro dell'anidride carbonica.

## Descrizione
In questo tipo di impianti l'ossigeno proviene da un'unità di separazione aria. Lo stato dell'arte, per l'ampia domanda di ossigeno della centrale, è lo sfruttamento di un sistema criogenico che tramite una distillazione fornisce ossigeno quasi puro alla camera di combustione, ma richiede un grande quantitativo di energia elettrica. Nuove tecnologie, basate su tecniche con membrane selettive, potrebbero portare ad un miglioramento dell'efficienza di questa parte d'impianto. Idealmente la combustione avviene quindi solamente tra combustibile ed una corrente di ossigeno purificato, tuttavia si introducono anche parte dei gas esausti freddi nel bruciatore per limitarne le temperature.
I prodotti di combustione sono comunque principalmente CO2 e H2O, che possono essere separati tramite semplice condensazione dopo la rimozione dei contaminanti. Questi, rispetto ad una centrale convenzionale, saranno in concentrazioni decisamente superiori grazie all'assenza della diluizione in azoto che risulta in più severe problematiche di corrosione, ma anche una più semplice separazione dei contaminanti stessi. Viste le richieste di purezza per lo stoccaggio dell'anidride carbonica e la necessità di portare alla più bassa temperatura possibile i gas esausti, per ottimizzare l'abbattimento dell'umidità, questa tecnica è indicata per cicli combinati o a vapore.
Il flusso di anidride carbonica prodotto, eventualmente compresso, viene inviato allo stoccaggio, gestendo quindi tutte le emissioni della centrale, anche con carburanti particolarmente sporchi come il carbone.

## Vantaggi e svantaggi
L'introduzione di questo sistema consente una semplificata rimozione e sequestro della CO2 con tecnologie esistenti e ben consolidate. Tuttavia sono presenti numerosi problemi sia dal punto di vista delle macchine, che vengono a trovarsi con temperature superiori a quelle classicamente utilizzate, sia dal punto di vista della parte di generazione del comburente.
Altri vantaggi di questa tecnologia sono:
- La massa ed il volume di gas di scarico sono ridotti del 75%.
- La precedente riduzione consente di ridurre le perdite, in quanto si viene a perdere meno calore nei fumi.
- Il dimensionamento del sistema di trattamento dei fumi può essere considerevolmente ridotto.
- La percentuale di CO2 nei gas di scarico è molto più alta.
- La concentrazione di eventuali inquinanti è maggiore, semplificando la separazione.
- La maggior parte dei gas di scarico è condensabile, la loro condensazione consente di recuperare e riutilizzare il calore di condensazione senza perderlo nei fumi.
- L'assenza di azoto consente di minimizzare la produzione degli ossidi di azoto.

Tuttavia il sistema è molto più costoso di sistemi tradizionali alimentati ad aria. Il principale problema è la separazione dell'ossigeno dall'aria, trattandosi di un processo altamente energivoro.

## Impianti pilota
- Callide A Power Station in Queensland, Australia, terminato dopo 2 anni di dimostrazione[3]

- CIUDEN a Cubillos del Sil, Spagna, avviato nel 2011.[4]

- Schwarze Pumpe power station a Spremberg, Brandeburgo, l'esperienza sulla CCS è terminata nel 2014[5]

- NET Power Demonstration Facility a La Porte, Texas, impianto dimostrativo da 50MW termici[6]

## Impianti cancellati
Alcuni progetti di centrali a ossicombustione sono stati cancellati nel corso del tempo.
Tra questi:
- White Rose Plant è stato sviluppato nel Regno Unito, annullato al termine del FEED prevedeva lo stoccaggio in un acquifero marino.[7]
- Schwarze Pumpe Power Station a Spremberg, Germania, annullato durante le fasi di ricerca e sviluppo a causa dei vincoli tecnologici.[8]